# Rejon kondinski

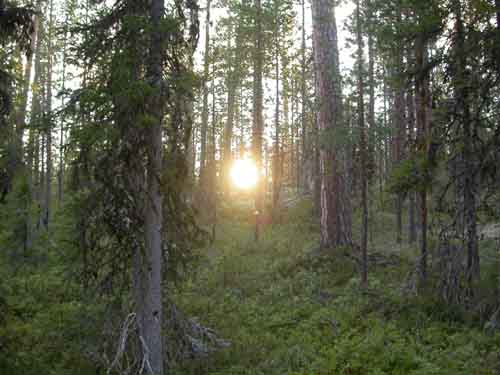
Tajga

Rejon kondinski (ros. Кондинский район) – rejon wchodzący w skład Chanty-Mansyjskiego Okręgu Autonomicznego – Jugry położonego w zachodniej Syberii, na Nizinie Zachodniosyberyjskiej w azjatyckiej części Rosji.
Rejon liczy 35 135 mieszkańców (2005 r.), z czego 23 505 (67%) stanowi ludność miejska.
Rejon kondinski leży w południowo-zachodniej części Okręgu.
Ośrodkiem administracyjnym jest miasto Mieżdurieczenskij (11 194 mieszkańców – 2005 r.).
Większość powierzchni Rejonu pokrywa tajga. Duże obszary stanowią bagna. Występują liczne rzeki i bardzo liczne jeziora, z których kilka tysięcy ma powierzchnię przekraczającą 1 ha.
Klimat umiarkowany chłodny, wybitnie kontynentalny.
Ludność stanowią głównie Rosjanie i przedstawiciele innych europejskich narodów, osiedlających się w zachodniej Syberii m.in. Ukraińcy, Białorusini, Tatarzy i Baszkirzy. Na terenie Rejonu żyje pewna liczba rdzennych mieszkańców Chanty-Mansyjskiego OA – ugrofińskich Chantów i Mansów.
Na terenie rejonu występują złoża ropy naftowej i gazu ziemnego.